# Garedżi Sagaredżo
Garedżi Sagaredżo (ge. საფეხბურთო კლუბი გარეჯი 1960) – gruziński klub piłkarski mający swoją siedzibę w Sagaredżo. Występuje w Erownuli Liga, najwyższym szczeblu piłkarskim w Gruzji.

## Historia
Garedżi Sagaredżo został założony w 1960. W 2019 awansowali do Liga 3, ponieważ z rozgrywek Erownuli Liga 2 wycofał się FK Tszkinwali. W sezonie 2020 wygrali rozgrywki Liga 3 i awansowali do wspomnianej wcześniej Erownuli Liga 2. W sezonie 2023 zajęli w niej 2. miejsce i wzięli udział w barażach o awans, przegrali jednak w dwumeczu z SK Samtredia (1:4; 3:1). W sezonie 2024 wygrali rozgrywki Erownuli Liga 2 i awansowali do Erownuli Liga.

## Stadion
Garedżi Sagaredżo rozgrywa swoje mecze na Stadionie Centralnym w Sagaredżo.

## Skład
Stan na 5 marca 2025
| Nr | Poz. | Piłkarz                                  |
| -- | ---- | ---------------------------------------- |
| 1  | BR   | Luka Kutaladze                           |
| 2  | OB   | Baczana Mosaszwili                       |
| 3  | OB   | Irakli Kamladze                          |
| 4  | OB   | Sulchan Swianadze                        |
| 5  | OB   | Giorgi Gabadze                           |
| 6  | OB   | Dżaba Kasreliszwili                      |
| 7  | PO   | Micheil Sardaliszwili                    |
| 8  | PO   | Tamaz Cecchładze                         |
| 9  | NA   | Giorgi Gogolaszwili                      |
| 10 | NA   | Lewan Papawa                             |
| 11 | NA   | Wacho Bedoszwili (wypożyczony z FC Orbi) |
| 12 | OB   | Waleri Olchowi                           |

| Nr | Poz. | Piłkarz                                          |
| -- | ---- | ------------------------------------------------ |
| 13 | OB   | Nikoloz Galachwaridze                            |
| 17 | PO   | Giorgi Wekua                                     |
| 19 | NA   | François Ekongolo                                |
| 20 | NA   | Moussa Samassa                                   |
| 21 | PO   | Tornike Dzebniauri                               |
| 23 | PO   | Luka Tolordawa                                   |
| 26 | OB   | Ilia Gulisaszwili                                |
| 27 | PO   | Teimuraz Aleksidze                               |
| 28 | BR   | Lasza-Giorgi Gurgenidze                          |
| 40 | NA   | Mate Kometiani                                   |
|    | PO   | Franck-Yves Bambock (wypożyczony z AEL Limassol) |

## Sukcesy
- Erownuli Liga 2 (1x): 2024
- Liga 3 (1x): 2020